# Medal „Za wyzwolenie Belgradu”
Medal „Za wyzwolenie Belgradu” (ros. Медаль «За освобождение Белграда») – radzieckie odznaczenie wojskowe.
Medal został ustanowiony dekretem Prezydium Rady Najwyższej ZSRR z 9 czerwca 1945 r. dla nagrodzenia wszystkich bezpośrednich uczestników walk o wyzwolenie Belgradu podczas II wojny światowej.
Jednocześnie zatwierdzono regulamin i opis odznaki medalu. 31 sierpnia 1945 r. zatwierdzone zostały zasady nadawania medalu.

## Zasady nadawania
Zgodnie z regulaminem medal był nadawany:
- żołnierzom jednostek, związków taktycznych i instytucji Armii Czerwonej, Floty Czerwonej, NKWD i NKGB biorącym bezpośredni udział w walkach o wyzwolenie Belgradu w okresie od 29 września do 22 października 1944 r.;
- organizatorom i dowódcom operacji belgradzkiej.

Łącznie Medalem „Za wyzwolenie Belgradu” nagrodzono około 70 tys. osób.

## Opis odznaki
Odznaką medalu jest wykonany z mosiądzu krążek o średnicy 32 mm.
Na awersie w centrum znajduje się półkolisty napis po rosyjsku: ЗА ОСВОБОЖДЕНИЕ (pol. „ZA WYZWOLENIE”), na dole półkola umieszczono poziomo napis: БЕЛГРАДА (pol. „BELGRADU”). Dookoła medalu znajduje się wieniec laurowy, a w górnej części mała pięcioramienna gwiazda.
Na rewersie umieszczona jest data: 20 ОКТЯБРЯ 1944 (pol. „20 października 1944”), a nad nią pięciopromienna gwiazdka.
Medal zawieszony jest na metalowej pięciokątnej baretce obciągniętej wstążką koloru zielonego, z czarnym szerokim paskiem pośrodku (1/3 szerokości).